# Europarlamentari della Svezia della X legislatura
Gli europarlamentari della Svezia della X legislatura, eletti in occasione delle elezioni europee del 2024, sono i seguenti.

## Composizione storica
| Europarlamentare         | Lista                                              | Gruppo | Gruppo                                                 |
| ------------------------ | -------------------------------------------------- | ------ | ------------------------------------------------------ |
| Lars Johan Danielsson    | Partito Socialdemocratico dei Lavoratori di Svezia |        | Renew Europe                                           |
| Adnan Dibrani            | Partito Socialdemocratico dei Lavoratori di Svezia |        | Alleanza Progressista dei Socialisti e dei Democratici |
| Sofie Eriksson           | Partito Socialdemocratico dei Lavoratori di Svezia |        | Alleanza Progressista dei Socialisti e dei Democratici |
| Heléne Fritzon           | Partito Socialdemocratico dei Lavoratori di Svezia |        | Alleanza Progressista dei Socialisti e dei Democratici |
| Evin Incir               | Partito Socialdemocratico dei Lavoratori di Svezia |        | Alleanza Progressista dei Socialisti e dei Democratici |
| Arba Kokalari            | Partito Moderato                                   |        | Gruppo del Partito Popolare Europeo                    |
| Jessica Polfjärd         | Partito Moderato                                   |        | Gruppo del Partito Popolare Europeo                    |
| Tomas Tobé               | Partito Moderato                                   |        | Gruppo del Partito Popolare Europeo                    |
| Jörgen Warborn           | Partito Moderato                                   |        | Gruppo del Partito Popolare Europeo                    |
| Pär Holmgren             | Partito Ambientalista i Verdi (Svezia)             |        | I Verdi/Alleanza Libera Europea                        |
| Alice Kuhnke             | Partito Ambientalista i Verdi (Svezia)             |        | I Verdi/Alleanza Libera Europea                        |
| Isabella Lövin           | Partito Ambientalista i Verdi (Svezia)             |        | I Verdi/Alleanza Libera Europea                        |
| Dick Erixon              | Democratici Svedesi                                |        | Gruppo dei Conservatori e dei Riformisti Europei       |
| Beatrice Rugland Timgren | Democratici Svedesi                                |        | Gruppo dei Conservatori e dei Riformisti Europei       |
| Charlie Andreas Weimers  | Democratici Svedesi                                |        | Gruppo dei Conservatori e dei Riformisti Europei       |
| Hanna Gedin              | Partito della Sinistra                             |        | La Sinistra al Parlamento europeo                      |
| Jonas Sjöstedt           | Partito della Sinistra                             |        | La Sinistra al Parlamento europeo                      |
| Abir Al-Sahlani          | Partito di Centro                                  |        | Renew Europe                                           |
| Emma Wiesner             | Partito di Centro                                  |        | Renew Europe                                           |
| Alice Teodorescu Måwe    | Democratici Cristiani                              |        | Gruppo del Partito Popolare Europeo                    |
| Karin Karlsbro           | Liberali                                           |        | Renew Europe                                           |

## Tabelle di sintesi

### Gruppi politici
| Gruppo parlamentare | Inizio |
| ------------------- | ------ |
| PPE                 | 5      |
| S&D                 | 5      |
| RE                  | 3      |
| Verdi/ALE           | 3      |
| ECR                 | 3      |
| GUE/NGL             | 2      |
| PfE                 | –      |
| ESN                 | –      |
| NI                  | –      |
| Totale              | 21     |

### Fonti
1. ↑   Whole country, elected, su tulospalvelu.vaalit.fi. URL consultato il 17 giugno 2024.